# 3946 Shor
A 3946 Shor (ideiglenes jelöléssel 1983 EL2) a Naprendszer kisbolygóövében található aszteroida. Ljudmila Georgijevna Karacskina fedezte fel 1983. március 5-én.